# Torremocha del Campo
Torremocha del Campo é um município da Espanha na província de Guadalajara, comunidade autónoma de Castilla-La Mancha, de área 141,25 km² com população de 264 habitantes (2006) e densidade populacional de 1,85 hab/km².[carece de fontes?]

## Demografia
| Variação demográfica do município entre 1991 e 2004 | Variação demográfica do município entre 1991 e 2004 | Variação demográfica do município entre 1991 e 2004 | Variação demográfica do município entre 1991 e 2004 |
| --------------------------------------------------- | --------------------------------------------------- | --------------------------------------------------- | --------------------------------------------------- |
| 1991                                                | 1996                                                | 2001                                                | 2004                                                |
| 409                                                 | 343                                                 | 277                                                 | 261                                                 |